# Valor (śliwa)
Śliwa domowa 'Valor'  – odmiana uprawna (kultywar) śliwy domowej (Prunus domestica L. subsp. italica (Borckh.) Hegi var. Claudiana), należąca do grupy odmian o późnej porze dojrzewania. Odmiana została wyselekcjonowana w Kanadzie jako krzyżówka odmian 'Imperial Epinause' x 'Grand Duke'. Od połowy lat 90. XX wieku popularna w Polsce głównie w uprawie towarowej, do Rejestru Odmian prowadzonego przez Centralny Ośrodek Badania Odmian Roślin Uprawnych wpisana w 1997 roku.

## Morfologia
PokrójDrzewo rośnie średnio silnie lub bardzo silnie, w zależności od zastosowanej podkładki. Drzewa po wejściu w okres owocowania rosną słabiej. Korona jest odwrotnie stożkowata, dość rozbudowana.
PędyJednoroczne są silne, długie i sztywne, o brązowofiloletowym, pokryte drobnymi, szarymi przetchlinkami. Młode pędy na młodych drzewach mają charakterystyczna dla odmiany ostre ciernie, które na starszych drzewach zanikają.
LiścieSztywne, bardzo nieznacznie pofałdowane, lekko ząbkowane, o szeroko eliptycznym kształcie, ciemnozielone z połyskiem.
OwoceKształt wydłużony lub wrzecionowaty. Owoce duże, lub bardzo duże o przeciętnej masie 50-60g (często przekraczają 80g). Szypułka zielona, lekko ordzawiona, średniej długości. Skórka gruba, bordowogranatowa a u owoców dojrzałych niebieskogranatowa, pokryta białym nalotem i bardzo licznymi brunatnymi przechlinkami. Miąższ żółtozielony a u dojrzałych owoców pomarańczowy, bardzo soczysty i słodki, aromatyczny, bardzo smaczny. Pestka średniej wielkości, wydłużona, w niektóre lata nie najlepiej oddzielająca się od miąższu.

## Zastosowanie
- Roślina uprawna. Polecana jest zarówno do uprawy w sadach towarowych jak i do uprawy amatorskiej w ogródkach przydomowych i działkowych. Jest odmianą obcopylną i wymaga sadzenia zapylaczy w bezpośrednim sąsiedztwie. Owocuje corocznie, lecz szczepiona na najpopularniejszej podkładce – ałyczy owocuje umiarkowanie obficie a w okres owocowania wchodzi dość późno, 4-5 rok po posadzeniu.
- Kulinaria: Odmiana ceniona ze względu na wyśmienite owoce, nadające się zarówno do spożycia w stanie świeżym jak i do stosunkowo długiego przechowywania w chłodni[2].  Wyróżnia się wysoką zawartością cukrów[3]. Uznawana za jedną z najlepiej nadających się do suszenia, oraz dobra do innych przetworów jak np. na powidła[4][5]

## Uprawa
- Ze względu na dość silny wzrost na ałyczy i późniejsze wchodzenie w okres owocowania powinno się ją uprawiać na podkładkach osłabiających wzrost. Dobrymi podkładkami są siewki 'Węgierki Wangenheima' na których owocują już w 3 roku po posadzeniu.
- Jako odmiana obcopylna wymaga sadzenia zapylaczy. Dobrymi zapylaczami dla niej są między innymi: 'Čačanska Rodna', Węgierka Włoska', 'Bluefre', 'Stanley', 'Empress'.
- Valor jest odmianą średnio wytrzymałą na mróz. Jest mało wrażliwy na choroby z wyjątkiem wirusa ospowatości śliw wywołującego szarkę.
- Zbiór i przechowywanie: W warunkach polskich w zależności od rejonu i typu dojrzałość zbiorczą osiąga od początku do połowy września. Ponadto owoce na ogół dojrzewają nierównomiernie. Owoce w chłodni, w temperaturze 0 °C można przechować nawet przez 5 tygodni.